# من هي غيسلين ماكسويل؟
من هي غيسلين ماكسويل؟ (بالإنجليزية: Who Is Ghislaine Maxwell?)‏ هو مسلسل وثائقي أمريكي بريطاني قصير صدر عام 2022 ويدور حول تاجرة الجنس البريطانية غيسلين ماكسويل، من إخراج إيريكا جورنال. يتكون المسلسل من 3 حلقات ويعرض لأول مرة في الولايات المتحدة في 26 يونيو 2022، على ستارز، وفي المملكة المتحدة في 5 يوليو 2022، على القناة الرابعة البريطانية.

## الحبكة
يتتبع المسلسل حياة غيسلين ماكسويل منذ أيامها الأولى وحتى علاقتها بجيفري إبستين وإدانتها.
كان إبستين وماكسويل متزوجين عرفيًا في حين كانا في علاقات مفتوحة. ويزعم الطرفان المتعارضان أن الزوجين كانا على علاقة بفتيات دون سن 18 عامًا.
وتقول ماريا فارمر إن الفتيات المراهقات وعدن بفرصة العمل كعارضات أزياء لشركة فيكتوريا سيكريت.

## الحلقات
| ر. الإجمالي | العنوان      | المخرج        | تاريخ العرض الأصلي | عدد المشاهدات (بالمليون) |
| --- | ------------ | ------------- | ------------------ | ------------------------ |
| 1 | «ملكة النحل» | إيريكا جورنال | 26 يونيو 2022      | 0.140                    |
| كانت غيسلين تربطها صداقة رومانسية بجيانفرانكو سيكونيا من عائلة سيكونيا الإيطالية البارزة. ومع ذلك، مات جيانفرانكو سيكونيا في سن مبكرة. تقضي غيسلين وقتًا طويلاً في قاعة هيدينجتون هيل [الإنجليزية] مع والدها. |              |               |                    |                          |
| 2 | «في العلن»   | إيريكا جورنال | 3 يوليو 2022       | 0.109                    |
| ماريا فارمر (من مواليد 1969) تذهب للعمل مع جيفري إبستين في مدينة نيويورك عام 1995. تقول فارمر: «لقد عملت مع جيفري وغيسلين لأكثر من عام فقط». عملت كموظفة استقبال في بهو الفندق. وعلى الرغم من أنها لم تكن مراهقة في ذلك الوقت، إلا أنها تتهم جيفري وغيسلين بإحضار فتيات مراهقات «بالزي المدرسي». يتهم فارمر غيسلين باستكشاف الفتيات المراهقات في المدرسة لصالح جيفري إبستين. يقول فارمر إن غيسلين كانت تتجول في مناطق المدرسة الثانوية عندما يتم السماح للطالبات بالخروج. كانت جرتشن رودس معالجة تدليك محترفة قبل أن توظفها غيسلين ماكسويل. كانت قد تجاوزت سن الرشد في ذلك الوقت، وهي تقول في الفيلم الوثائقي إنها مغنية حاليًا. |              |               |                    |                          |
| 3 | «الحساب»     | إيريكا جورنال | 10 يوليو 2022      | 0.121                    |

## الإنتاج
كان من المقرر في البداية أن يكون فيلمًا طويلًا، ثم تطور المشروع إلى سلسلة مكونة من ثلاثة أجزاء، نظرًا لكمية المواد. أراد المنتجون توثيق حياة غيسلين ماكسويل بالكامل، بما في ذلك قبل وبعد ارتباطها بجيفري إبستين.
في فبراير 2021، أُعلن أن إيريكا جورنال ستُخرج فيلمًا وثائقيًا يدور حول غيسلين ماكسويل، مع مايك ليرنر ودوروثي بيرن كمنتجين تنفيذيين، مع بث القناة الرابعة البريطانية في المملكة المتحدة. في أكتوبر 2021، أُعلن عن مشاركة ستارز في إنتاج المسلسل وتوزيعه في الولايات المتحدة.

## البث
في المملكة المتحدة، تم عرض المسلسل لأول مرة في 5 يوليو 2022، على القناة الرابعة البريطانية تحت عنوان غيسلين ماكسويل: صناعة الوحش.
في ألمانيا، تم بث المسلسل بالكامل في 25 يوليو 2022، على القناة الألمانية الأولى باسم من هي غيسلين ماكسويل؟.

## الملاحظات
1. ↑  تم إصدار حلقة ملكة النحل على منصات البث والطلب الخاصة بستارز في 24 يونيو 2022.[1]

## وصلات خارجية
- من هي غيسلين ماكسويل؟ على موقع IMDb (الإنجليزية)
- من هي غيسلين ماكسويل؟ على موقع روتن توميتوز (الإنجليزية)
- من هي غيسلين ماكسويل؟ على موقع قاعدة بيانات الفيلم (الإنجليزية)